# Tipula apicifurcata
Tipula apicifurcata är en tvåvingeart som beskrevs av Yang 1992. Tipula apicifurcata ingår i släktet Tipula och familjen storharkrankar. Inga underarter finns listade i Catalogue of Life.